# Slangenhout
Slangenhout(Loxopterygium sagottii) is een grote boom die in het regenwoud op lemige zandgrond voorkomt. De boom kan 30 meter hoog worden met een takloze stam van 15-20 meter met lage plankwortels. Het blad staat afzonderlijk en is 40 cm lang. Het is onevengevind samengesteld. De blaadjes zijn ovaal met een scheve basis. Ze zijn gaaf van rand en de top is puntig. De bloeiwijze verschijnt uit de bladoksels als een pluim van tot 50 cm lengte. De bloemen zijn slechts enkele millimeters groot. Ze zijn vijftallig. De vrucht bestaat uit een enkel zaad met een lange veugel.
De boom heeft een tropisch Zuid-Amerikaans verspreidingsgebied: Venezuela en de Guiana's.

## Het hout
De boom wordt in het wild gekapt voor zijn hout. Het kernhout is lichtbruin tot roodbruin met decoratieve donkere strepen. Het spinthout is 5-7,5 cm breed. Het is lichtgeel tot grijsbruin van tint en het steekt niet erg scherp af. De tekstuur is medium en gelijkmatig en de nerf is recht. Het zaagsel kan irritaties opleveren bij slechte ventilatie. Het hout wordt als timmerhout gebruikt en is redelijk bestand tegen termieten maar niet tegen paalworm.